# 舊香港上海銀行長崎支店

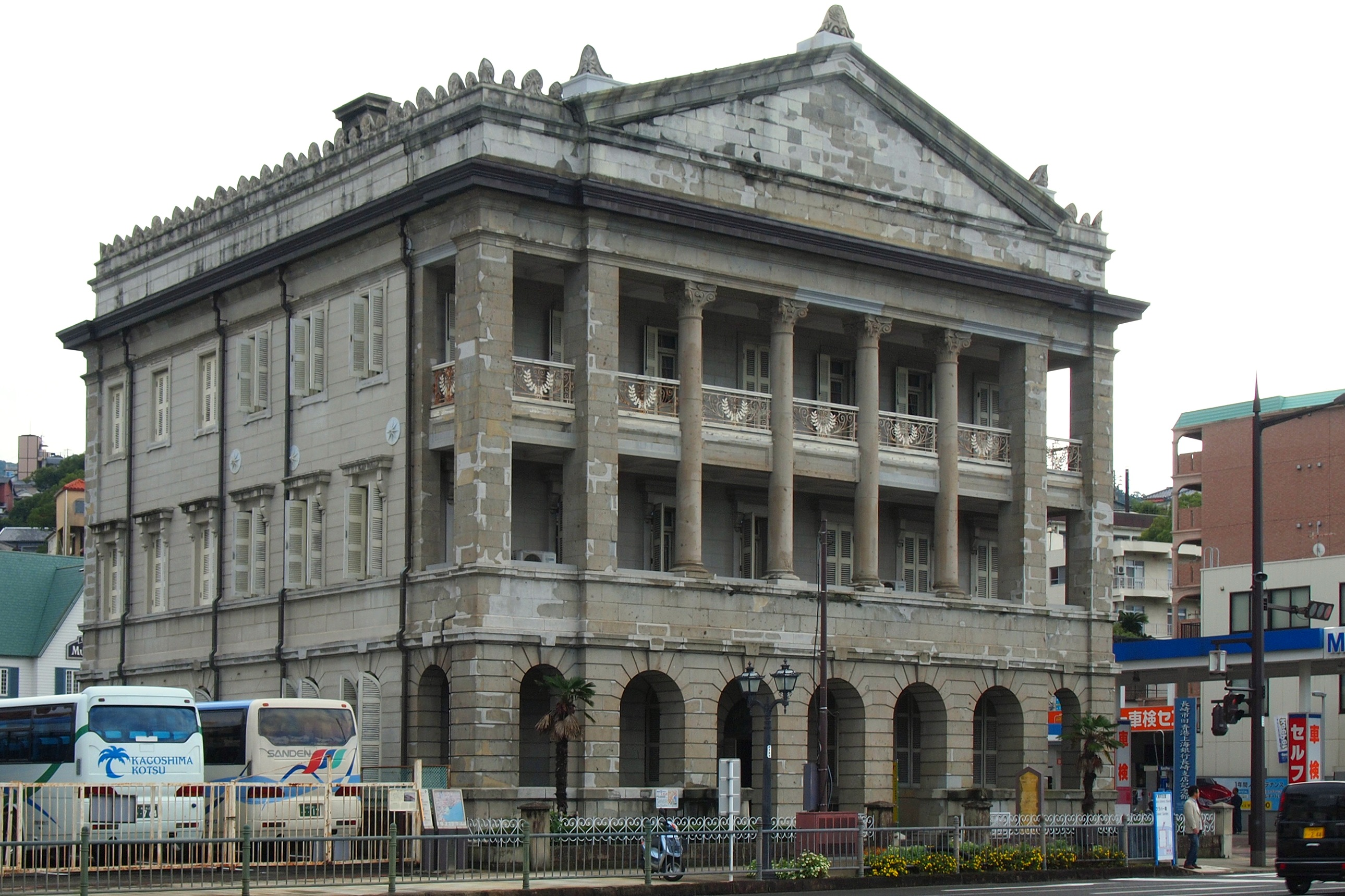
旧香港上海銀行長崎支店記念館

旧香港上海銀行長崎支店原为1892年開業的香港上海滙豐银行長崎分行。

## 历史
建築於1904年竣工。当時是日本神戶以西唯一的外国銀行。由建筑师下田菊太郎设计，为长崎市现存规模最大的石造西洋建筑。1996年成為「長崎市舊香港上海銀行長崎支店紀念館」。

## 概要
香港上海銀行長崎支店是1892年開設、1904年完工。